# Jake Gyllenhaal

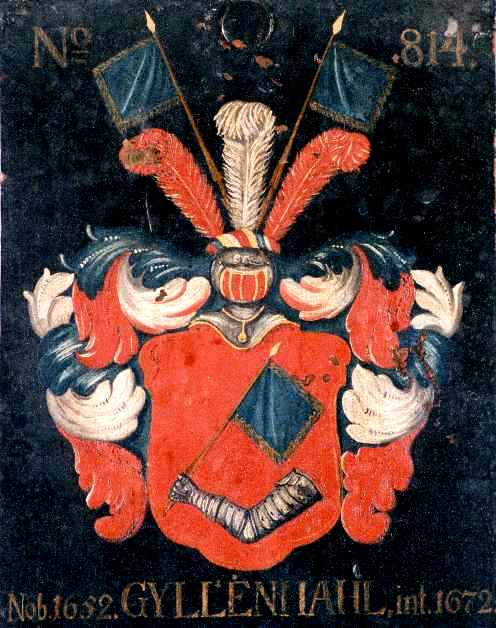
Wapen van de familie Gyllenhaal

Jacob Benjamin (Jake) Gyllenhaal (Los Angeles, 19 december 1980) is een Amerikaanse acteur. Hij werd voor een Oscar genomineerd voor zijn rol in Brokeback Mountain. Daarnaast ontving hij diverse internationale prijzen, waaronder een BAFTA Award.

## Biografie

### Jeugd
Gyllenhaal (uitgesproken als ['dʒɪlənhɑl]) werd geboren als zoon van regisseur Stephen Gyllenhaal en producer/scenarioschrijfster Naomi Foner. Zijn vader groeide op met het Swedenborgianische geloof en is een lid van het Zweedse adellijke geslacht Gyllenhaal. Zijn moeder komt uit een Joods-Amerikaanse familie in New York en was getrouwd met Eric Foner, een bekende geschiedkundige op Columbia University. Gyllenhaal groeide op met het Joodse geloof en had zijn bar mitswa in een daklozencentrum, omdat zijn ouders hem dankbaarheid voor zijn bevoorrechte levensstijl wilden bijbrengen. Zijn zuster Maggie is ook actrice, ze was met Jake te zien in onder meer de films A Dangerous Woman en Donnie Darko.
In 1998 slaagde hij aan de Harvard-Westlake-school en studeerde twee jaar aan Columbia University, maar hij stopte hiermee om zich op zijn carrière te concentreren.

### Carrière
Gyllenhaal maakte op elfjarige leeftijd zijn filmdebuut in City Slickers (1991) en werd hierna een veelbelovend acteur in films als October Sky (1999), voordat hij de titelrol kreeg in Donnie Darko (2001) (waarvoor hij genomineerd werd voor een Independent Spirit Award voor beste acteur). Gyllenhaal kreeg uitstekende kritieken voor zijn rol als een verwarde psychosepatiënt en de film verkreeg al snel een cultstatus. Hij speelde met Jennifer Aniston in een andere Sundance-favoriet, The Good Girl (2002), en kreeg wederom goede recensies. Gyllenhaal speelde ook in de romantische komedie Bubble Boy van Touchstone Pictures en was eveneens te zien in de sciencefictionfilm The Day After Tomorrow (2004), een commentaar op de mogelijke effecten van broeikasgassen.
In 2005 speelde hij een scherpschutter/marineofficier tijdens de Eerste Golfoorlog in Jarhead, maar ook een homoseksuele cowboy in Brokeback Mountain. Deze laatste film leverde hem in 2006 een Oscar-nominatie voor beste bijrol op.

### Privéleven
Van 2002 tot 2004 had Gyllenhaal een relatie met actrice Kirsten Dunst. Hij werd tijdens de opnames van de film Brokeback Mountain goede vrienden met de inmiddels overleden acteur Heath Ledger. Gyllenhaal is de peetoom van de dochter van Ledger en Michelle Williams.
Gyllenhaal heeft ook een relatie gehad met actrice Reese Witherspoon, die hij leerde kennen op de set van Rendition.

## Trivia
- Gyllenhaal speelde in zowel Jarhead als Rendition samen met acteur Peter Sarsgaard. Deze kreeg tussen het verschijnen van beide films een dochtertje samen met Gyllenhaals zus Maggie, met wie hij in 2009 trouwde.

- Gyllenhaal speelde in Donnie Darko de hoofdrol en zijn zus Maggie speelde Donnies zus Elizabeth.